# WrestleMania 38
WrestleMania 38 – trzydziesta ósma gala wrestlingu z cyklu WrestleMania wyprodukowana przez federację WWE dla zawodników z brandów Raw i SmackDown. Odbyła się 2 i 3 kwietnia 2022 w AT&T Stadium w Arlington w Teksasie. Emisja była przeprowadzana na żywo za pośrednictwem serwisu strumieniowego Peacock w Stanach Zjednoczonych i WWE Network na całym świecie oraz w systemie pay-per-view.
Na gali odbyło się szesnaście walk podzielonych na dwie noce. W walce wieczoru pierwszej nocy, Stone Cold Steve Austin pokonał Kevina Owensa w No Holds Barred matchu, czyniąc pierwszą walką Austina od WrestleManii 19. W innych ważnych walkach, powracający Cody Rhodes pokonał Setha „Freakin” Rollinsa, Charlotte Flair pokonała Rondę Rousey broniąc SmackDown Women’s Championship oraz Bianca Belair pokonała Becky Lynch zdobywając Raw Women’s Championship. W walce wieczoru drugiej nocy, Universal Champion ze SmackDown Roman Reigns pokonał WWE Championa z Raw Brocka Lesnara zdobywając oba tytuły i stając się rozpoznawanym jako Undisputed WWE Universal Champion. W innych ważnych walkach, Johnny Knoxville pokonał Samiego Zayna w Anything Goes matchu, Edge pokonał AJ Stylesa oraz dyrektor generalny WWE Vince McMahon pokonał komentatora Pata McAfeego po tym jak McAfee pokonał Austina Theory’ego, czyniąc pierwszą walkę McMahona od WrestleManii 26. Także na nocy 2, Sasha Banks i Naomi zdobywając WWE Women’s Tag Team Championship w Fatal 4-Way Tag Team matchu; to była ostatnia walka pay-per-view Banks i Naomi w WWE.

## Przygotowania, tło, produkcja i rywalizacje
WrestleMania jest sztandarowym cyklem gal pay-per-view federacji WWE, potocznie nazywa się ją Super Bowlem rozrywki sportowej. Cykl rozpoczął się wraz z pierwszą galą, 31 marca 1985. WrestleMania 38 była trzydziestą ósmą galą chronologii, drugą organizowaną w AT&T Stadium w Arlington (po WrestleManii 32 z 2016). Sprzedaż biletów na wydarzenie rozpoczęła się 12 listopada 2021, natomiast specjalne pakiety podróżne sprzedawane były od 8 listopada.
Oficjalnymi motyami muzycznymi gali byli „Sacrifice” autorstwa The Weeknd oraz „I Feel Good" autorstwa Pitbulla, Anthony’ego Wattsa i DJWS-a.
WrestleMania oferowała walki profesjonalnego wrestlingu z udziałem wrestlerów należących do brandów Raw i SmackDown. Oskryptowane rywalizacje (storyline’y) kreowane będą podczas cotygodniowych gal Raw i SmackDown. Wrestlerzy są przedstawieni jako heele (negatywni, źli zawodnicy i najczęściej wrogowie publiki) i face’owie (pozytywni, dobrzy i najczęściej ulubieńcy publiki), którzy rywalizują pomiędzy sobą w seriach walk mających budować napięcie. Kulminacją rywalizacji jest walka wrestlerska lub ich seria.

### Zaangażowanie celebrytów
Zgodnie z tradycją WrestleManii, w gali w różnych rolach wzięły udział gwiazdy branży rozrywkowej. Osobowość mediów społecznościowych Logan Paul, który pojawił się na WrestleManii 37, wziął udział w Tag Team matchu w sobotę WrestleManii, współpracując z The Mizem przeciwko Reyowi Mysterio i Dominikowi Mysterio. Aktor i kaskader Jackass Johnny Knoxville walczył w Anything Goes matchu przeciwko Samiemu Zaynowi na WrestleMania Sunday. Cheerleaderki Dallas Cowboy również pojawiły się na scenie, aby kibicować Patowi McAfee na ringu w jego walce z Austinem Theorym na WrestleMania Sunday. Dodatkowo 28 marca ogłoszono, że amerykańscy artyści Brantley Gilbert i Jessie James Decker zaśpiewają „America the Beautiful” podczas pierwszej i drugiej nocy na początku show. Ogłoszono także, że DJ Valentino Khan wykona występ muzyczny na obydwóch nocach gali.

### Inne wydarzenia tygodnia WrestleManii
W ramach gali WrestleMania podczas tygodnia gali, WWE zorganizowało szereg wydarzeń przez cały tydzień. W poniedziałek przed WrestleManią 38, WWE wyemitowało specjalny odcinek Raw WrestleMania Edition. W noc poprzedzającą WrestleMania 38, 1 kwietnia, WWE rozpoczęło WrestleMania Weekend z specjalnym odcinkiem SmackDown WrestleMania Edition, na którym odbyły się André the Giant Memorial Battle Royal, wygrany przez Madcap Mossa, a także Triple Threat match o mistrzostwo Interkontynentalne obronione przez Ricocheta. Zaraz po SmackDown, rozpoczęła się ceremonia WWE Hall of Fame 2022. W sobotę WrestleManii brand NXT należący do WWE zorganizował swoją główną gale Stand & Deliver i rozpoczęła się o godzinie 13:00 czasu wschodniego. WrestleMania Week zakończyła się na Raw po WrestleManii 4 kwietnia. SmackDown, ceremonia Hall of Fame, NXT Stand & Deliver oraz Raw po WrestleManii zostały wyemitowane na żywo z American Airlines Center w Dallas.

### Brock Lesnar vs. Roman Reigns

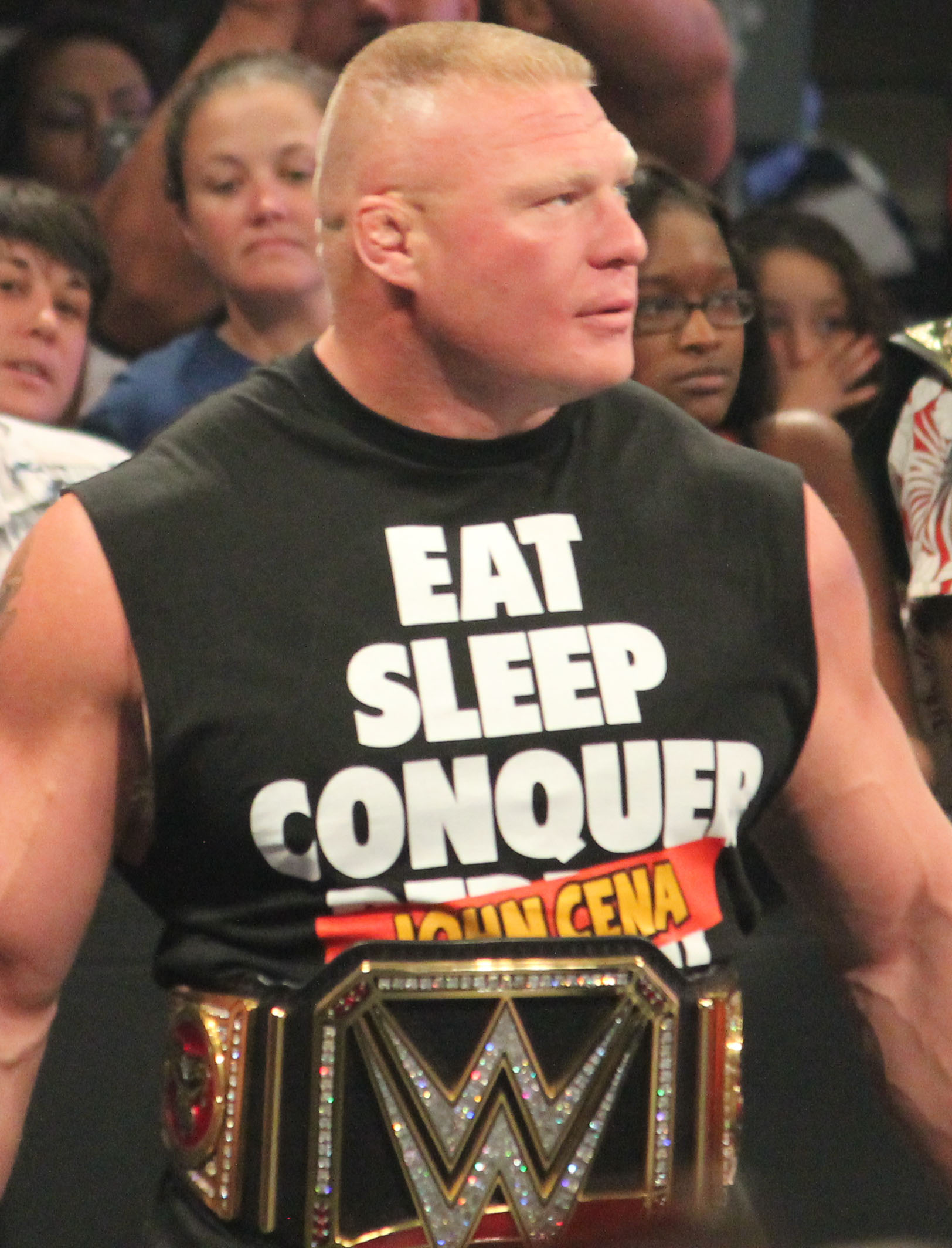
Zwycięzca męskiego Royal Rumble matchu 2022 Brock Lesnar, który zdecydował się zawalczyć z Romanem Reignsem o Universal Championship należący do brandu SmackDown na WrestleManii 38, zdobył WWE Championship należący do brandu Raw na Elimination Chamber. Walka została zastypulowana jako Winner Takes All championship unification match zarówno o WWE, jak i Universal Championship.

Przez wiele lat Paul Heyman był adwokatem Brocka Lesnara. Po tym, jak Lesnar zrobił sobie przerwę po WrestleManii 36 w kwietniu 2020 roku, Heyman został specjalnym doradcą Romana Reignsa w sierpniu, prowadząc go do wygrania Universal Championship należącego do SmackDown. Po tym, jak Reigns zachował tytuł na SummerSlam, Lesnar wrócił do WWE i skonfrontował się z Reignsem, sugerując również, że Heyman nadal był jego adwokatem. Dwa miesiące później na Crown Jewel, Reigns pokonał Lesnara, aby zachować Universal Championship z pomocą The Usos (Jey Uso i Jimmy Uso). Rewanż został zaplanowany na noworoczny Day 1, a Reigns zwolnił Heymana, ponieważ wierzył, że Heyman pracował z Lesnarem za jego plecami. Walka na Day 1 została jednak odwołana, ponieważ Reigns uzyskał pozytywny wynik testu na COVID-19. Ze względu na swój status wolnego agenta, Lesnar został zamiast tego dodany do wieloosobowej walki o WWE Championship należącego do Raw w Day 1 i zdobył ten tytuł. Na następnym odcinku SmackDown, Lesnar który ponownie spotkał się z Heymanem, wyzwał Reignsa na pojedynek mistrz kontra mistrz, ale Reigns odmówił. Na Royal Rumble, Lesnar stracił WWE Championship o ingerencji Reignsa i obróceniu się Heymana przeciwko niemu, który ponownie był razem z Reignsem. Później tej nocy, Lesnar wziął udział w męskim Royal Rumble matchu i wygrał, zdobywając miano pretendenta do światowego tytułu na WrestleManii 38. Na następnym odcinku Raw, Lesnar ogłosił, że będzie walczył z Reignsem o Universal Championship. Wciąż chcąc, aby była to walka mistrz kontra mistrz, a także pragnąc rewanżu za utratę tytułu, Lesnar został również dodany do Elimination Chamber matcu o WWE Championship na Elimination Chamber, który wygrał. Następnie potwierdzono, że ich walka na WrestleManii będzie walką Winner Takes All o WWE Championship i Universal Championship, która została dalej określona jako walka unifikacyjna.

### KO Show z Stone Cold Steve’em Austinem

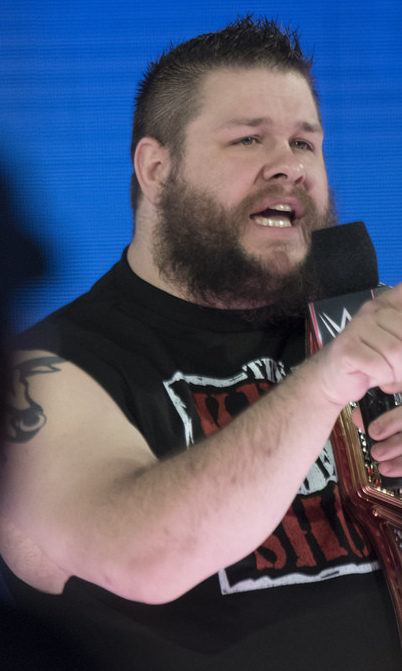
Po tym jak nie udało mu się zdobyć miejsca w karcie WrestleManii, Kevin Owens zaprosił Stone Colda Steve’a Austina na "KO Show" na WrestleManii 38, który podrowadził do walki.

Po tygodniach lekceważenia stanu Teksas, 7 marca na odcinku Raw Kevin Owens zaprosił "Texas Rattlesnake", Stone Colda Steve’a Austina jako gościa specjalnego w "KO Show" na WrestleManii 38. Dzień później Austin się zgodził i ogłoszono, że segment odbędzie się w sobotę na WrestleManii.

### Charlotte Flair vs. Ronda Rousey

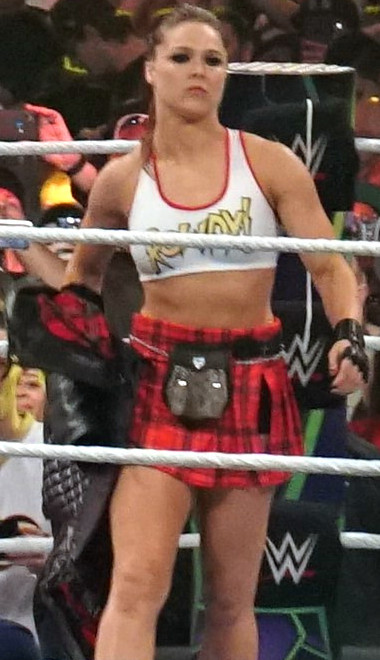
Zwyciężczyni żeńskiego Royal Rumble matchu 2022 Ronda Rousey i wybrała walkę z Charlotte Flair o SmackDown Women’s Championship na WrestleManii 38.

Na Royal Rumble, Ronda Rousey, w swoim pierwszym występie w WWE od czasu WrestleManii 35 w kwietniu 2019 roku, niespodziewanie powróciła i wygrała kobiecy Royal Rumble match, zdobywając miano pretendentki do kobiecego tytułu na WrestleManii 38. Po zastanowieniu się nad jej wyborami z powodu gorącej historii z obydwoma panującymi mistrzyniami, w następnym odcinku SmackDown, Rousey ogłosiła, że wyzwie Charlotte Flair o SmackDown Women’s Championship.

### Becky Lynch vs. Bianca Belair
Na SummerSlam w sierpniu 2021 roku, Becky Lynch, która przebywała na urlopie macierzyńskim od maja 2020 roku, niespodziewanie wróciła i pokonała Biancę Belair w zaimprowizowanej walce, zdobywając SmackDown Women’s Championship w 26 sekund. W ciągu następnego miesiąca, Lynch utrzymała mistrzostwo przeciwko Belair, stosując podstępną taktykę, zanim obydwie zostały przeniesione na Raw w WWE Draft 2021; Lynch i Raw Women’s Champion Charlotte Flair, która została przeniesiona na SmackDown, wymieniły swoje mistrzostwa, aby zachować tytuły w swoich brandach, w ten sposób Lynch została Raw Women’s Championką. Po nieudanej próbie zdobycia walki o tytuł na Royal Rumble 2022 i nieudanej próbie wygrania w Royal Rumble matchu kobiet, Belair wygrała kobiecy Elimination Chamber match na Elimination Chamber, by w końcu zdobyć pojedynek jeden na jednego z Lynch o Raw Women’s Championship na WrestleManii 38. To z kolei spowodowało, że mierzyły się ze sobą jedyne dwie kobiety które do tej pory wygrały ze sobą w walce wieczoru WrestleManii (odpowiednio Lynch na WrestleManii 35 i Belair na nocy 1 WrestleManii 37).

### Rey Mysterio i Dominik Mysterio vs. The Miz i Logan Paul

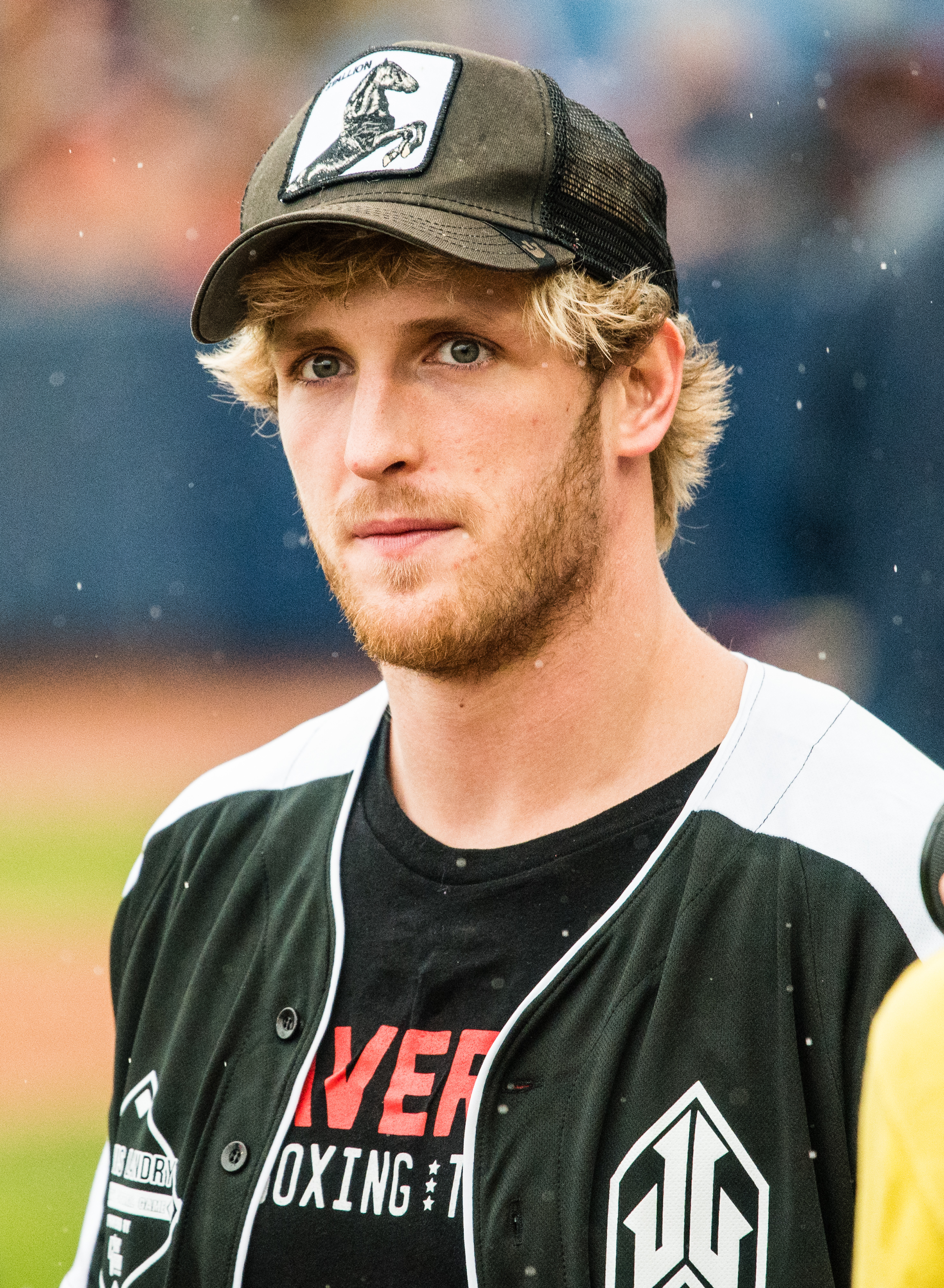
Youtuber, bokser i osobowość internetowa Logan Paul połączył siły z The Mizem, aby zmierzyć się z The Mysterios na WrestleManii 38.

31 stycznia na odcinku Raw, The Miz pokonał Dominika Mysterio. W następnym tygodniu Dominik i jego ojciec Rey Mysterio byli gośćmi w "Miz TV". Rey twierdził, że Miz oszukiwał, by pokonać Dominika, jednak Miz zakwestionował, że Rey miał okazję zakwalifikować się do Elimination Chamber matchu o WWE Championship, podczas gdy on tego nie zrobił. Miz wspomniał również, że Rey był gwiazdą okładki gry wideo WWE 2K22, a następnie zapytał, czy Rey naprawdę był tatą Dominika, odnosząc się do walkę o opiekę nad nim, w której Rey walczył z Eddiem Guerrero na SummerSlam w 2005 roku. Dominik następnie pokonał Miza w rewanżu. Rey następnie pokonał Miza podczas Elimination Chamber Kickoff. Później na backstage’u Miz stwierdził, że musi znaleźć partnera do Tag Teamu. Na następnym odcinku Raw, gdy Miz drażnił się z tożsamością swojego partnera, aby zmierzyć się z Reyem i Dominikiem na WrestleManii 38, Mysterios przerwali, stwierdzając, że nie ma znaczenia, kogo Miz wybrał na swojego partnera. Miz następnie ujawnił swojego partnera jako osobowość mediów społecznościowych Logana Paula, po czym Miz i Paul zaatakowali Mysterios.

### AJ Styles vs. Edge
21 lutego na odcinku Raw, Edge po raz pierwszy wystąpił po Royal Rumble, gdzie rzucił otwarte wyzwanie na WrestleManię 38. W następnym tygodniu, Edge wyszedł, aby zobaczyć, kto odpowie na jego wyzwanie, które zostało zaakceptowane przez AJ Stylesa. Następnie Edge stwierdził, że cieszy się, że Styles zaakceptował tę walkę, ponieważ była to walka, której pragnął, jednak chciał prawdziwego AJ Stylesa, a nie tego, który był partnerem Tag Teamowym z Omosem przez ostatni rok. Następnie Edge pozornie przeszedł heel turn i zaatakował Stylesa, po czym skonfliktowany Edge wykonał dwa con-chair-tos na Stylesie.

### Pat McAfee vs. Austin Theory
3 marca 2022 roku, prezes zarządu WWE i dyrektor generalny WWE Vince McMahon wystąpił w medialnym wywiadzie w programie The Pat McAfee Show. Podczas wywiadu McMahon zaproponował wallkę Pata McAfeego na WrestleManii 38. McAfee, który służy przede wszystkim jako color comentator na SmackDown, zgodził się, a McMahon stwierdził, że znajdzie dla niego przeciwnika. Następnej nocy w odcinku SmackDown, Austin Theory z Raw, który przez ostatnie kilka tygodni był pod opieką McMahona, ujawnił się jako przeciwnik McAfeego na WrestleManii 38.

### Johnny Knoxville vs. Sami Zayn

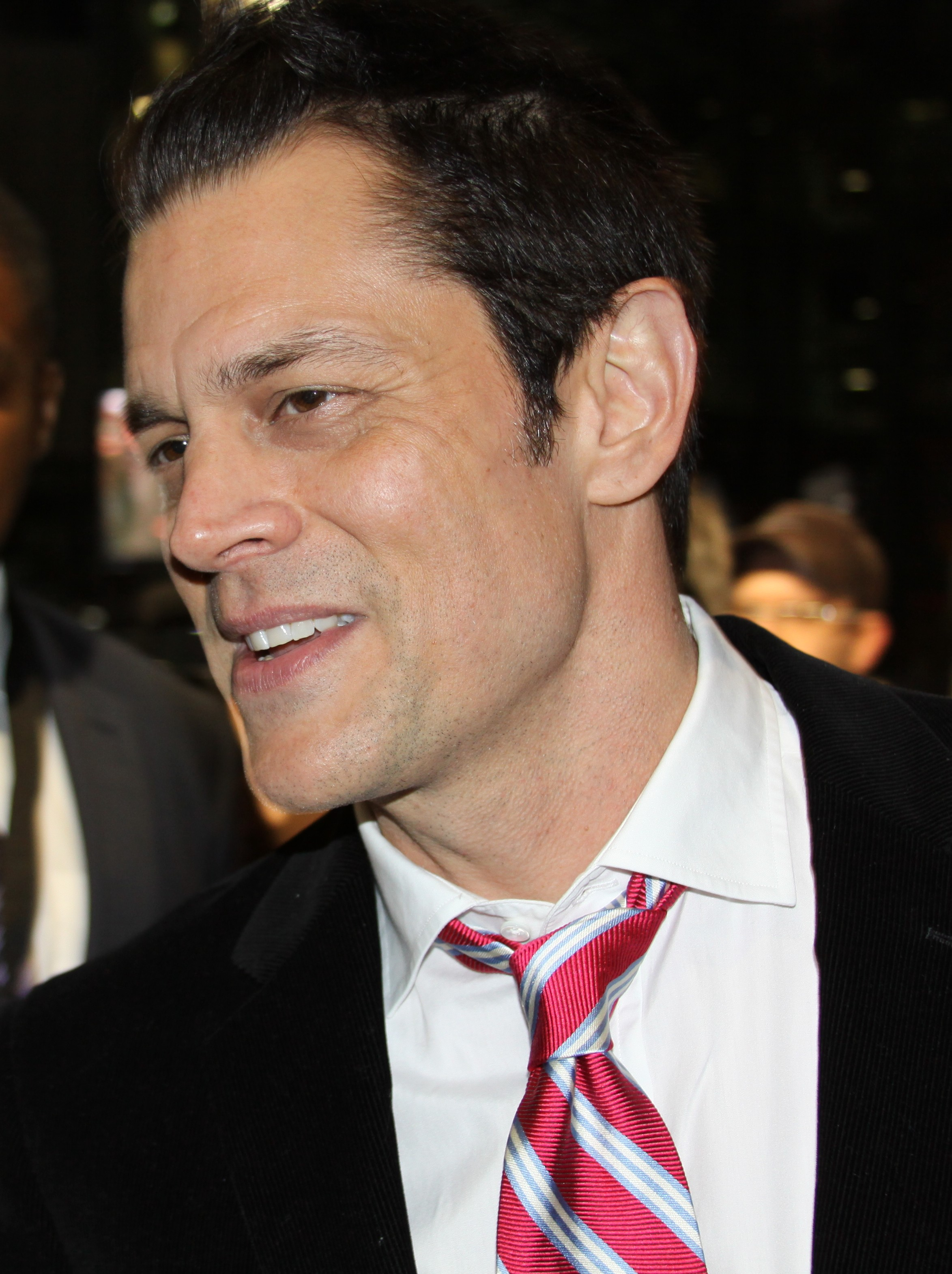
Aktor i kaskader Jackass Johnny Knoxville, zmierzył się z Sami Zaynem w Anything Goes matchu.

Na Day 1, aktor Jackass i kaskader Johnny Knoxville ogłosił, że weźmie udział w męskim Royal Rumble matchu. Na następnym odcinku SmackDown, Sami Zayn spotkał się z Knoxvillem na backstage’u i stwierdził, że Knoxville nie zakwalifikował się do rywalizacji w Royal Rumble matchu ani nie zdobył okazji, by w nim uczestniczyć. Po tym, jak Zayn przegrał swoją walkę tej nocy, Knoxville wybiegł do ringu i wyrzucił Zayna przez górną linę. Spiker Mike Rome ogłosił następnie, że Knoxville oficjalnie zakwalifikował się do Royal Rumble matchu, ku niezadowoleniu Zayna. Obaj zmierzyli się w Royal Rumble matchu, w którym Zayn wyeliminował Knoxville’a. Po tym, jak Zayn zaprosił się na premierę Jackass Forever na czerwonym dywanie, za którą został wyrzucony, Knoxville zaprosił się na uroczystość Zayna z okazji wygrania Intercontinental Championship. Knoxville wyzwał Zayna na walkę o tytuł na WrestleManii 38, ale Zayn odmówił. Podczas obrony tytułu przez Zayna 4 marca, Knoxville odwrócił uwagę Zayna, kosztując go tytuł. Rozwścieczony Zayn następnie wyzwał Knoxville’a na pojedynek na WrestleManii 38, który Knoxville przyjął. Po tym, jak Knoxville udostępnił numer telefonu Zayna, powodując, że wiele osób próbowało skontaktować się z Zaynem, Zayn zmienił stypulację walki na Anything Goes match na WrestleManii i Knoxville zaakceptował.

### Seth „Freakin” Rollins vs. Nieznany przeciwnik
Od tygodni, Seth „Freakin” Rollins próbował zdobyć miejsce na WrestleManii. Po nieudanej próbie pokonania Kevina Owensa i AJ Stylesa, by zająć ich miejsca, Vince McMahon wezwał Rollinsa do swojego biura rankiem 28 marca. McMahon oświadczył, że wybierze przeciwnika, z którym Rollins zmierzy się na WrestleManii 38, a przeciwnik zostanie ujawniony na samej gali, podczas gdy Rollins będzie czekał w ringu w sobotę WrestleManii.

## Gala

### Noc 1: WrestleMania Saturday
| Rola:                           | Osoba:                                  |
| ------------------------------- | --------------------------------------- |
| Komentatorzy angielskojęzyczni  | Michael Cole (SmackDown/Walka wieczoru) |
| Komentatorzy angielskojęzyczni  | Pat McAfee (SmackDown/Walka wieczoru)   |
| Komentatorzy angielskojęzyczni  | Jimmy Smith (Raw)                       |
| Komentatorzy angielskojęzyczni  | Corey Graves (Raw/Walka wieczoru)       |
| Komentatorzy angielskojęzyczni  | Byron Saxton (Raw)                      |
| Komentatorzy hiszpańskojęzyczni | Marcelo Rodriguez                       |
| Komentatorzy hiszpańskojęzyczni | Jerry Soto                              |
| Spikerzy                        | Mike Rome (Raw)                         |
| Spikerzy                        | Samantha Irvin (SmackDown)              |
| Sędziowie                       | Danilo Anfibio                          |
| Sędziowie                       | Jessika Carr                            |
| Sędziowie                       | Daphne Lashaunn                         |
| Sędziowie                       | Eddie Orengo                            |
| Sędziowie                       | Charles Robinson                        |
| Sędziowie                       | Ryan Tran                               |
| Sędziowie                       | Rod Zapata                              |
| Ankieterzy                      | Maria Menounos                          |
| Ankieterzy                      | Jackie Redmond                          |
| Panel Pre-show                  | Kayla Braxton                           |
| Panel Pre-show                  | Kevin Patrick                           |
| Panel Pre-show                  | Peter Rosenberg                         |
| Panel Pre-show                  | Booker T                                |
| Panel Pre-show                  | John „Bradshaw” Layfield                |
| Panel Pre-show                  | Jerry Lawler                            |
| Panel Pre-show                  | Akbar Gbaja-Biamila                     |

#### Główne show
Pay-per-view rozpoczęło się, gdy The Usos (Jey Uso i Jimmy Uso) broniło mistrzostwo Tag Team SmackDown przeciwko Shinsuke Nakamurze i Rickowi Boogsowi. Podczas walki, Boogs autentycznie doznał kontuzji prawego kolana po próbie podniesienia obu Usosów na ramiona. Gdy Nakamura próbował wykonać Kinshasę na Jeyu, Jey skontrował Superlockiem. Jey ztaggował się z Jimmym, który wykonał Splash Uso na Nakamurze i zakończyło się to nearfallem. W końcówce, The Usos wykonali 1-D na Nakamurze, aby zachować tytuł. Po walce, personel medyczny zajął się Boogsem.
Następnie, Drew McIntyre zmierzył się z Happy Corbinem (w towarzystwie Madcap Mossa). Podczas walki, Corbin wykonał End of Days na McIntyrze i zakończyło się to nearfallem, co było pierwszym momentem, w którym ktokolwiek zkickoutował po End of Days. W kulminacyjnym momencie, Moss przypadkowo rozproszył Corbina, co pozwoliło McIntyre’owi wykonać Claymore Kick na Corbinie, aby wygrać walkę. Po walce, po tym, jak Moss próbował wejść na ring, McIntyre zatrzymał go mieczem i zamachnął się mieczem w kierunku Mossa, przecinając górne i środkowe liny ringu.
W trzeciej walce, Rey Mysterio i Dominik Mysterio zmierzyli się z The Mizem i Loganem Paulem. Przez całą walkę, Paul nie szanował Eddiego Guerrero, z powodzeniem wykonując Three Amigos i Frog Splash na Reyu. W końcówce, po tym, jak Rey i Dominik wykonali Frog Splashe na Paulu, Miz ztaggował i wykonał Skull Crushing Finale na Reyu, aby wygrać walkę. Po walce, Miz odwrócił się od Paula i wykonał na nim Skull Crushing Finale.
Następnie, wykonawcza WWE, Stephanie McMahon, wyszła i podziękowała obecnym fanom. Następnie przedstawiła najnowszego wrestlera WWE, złotego medalistę olimpijskiego Gable’a Stevesona.
W czwartej walce, Becky Lynch broniła mistrzostwo kobiet Raw przeciwko Biance Belair. Po około minucie od początku walki, Lynch wykonała Manhandle Slam na Belair i zakończyło się to nearfallem. Podczas walki, Lynch założyła dźwignię Dis-Arm-Her na Belair, która dotarła do lin ringowych, aby przerwać poddanie. Poza ringiem, Lynch wykonała Manhandle Slam na Belair na szczycie stalowych schodów. Lynch następnie wszedł na ring mając nadzieję na zwycięstwo, jednak Belair udało się wejść na ring w ostatniej sekundzie. W końcówce, Belair wykonała Kiss of Death na Lynch, aby zdobyć tytuł.

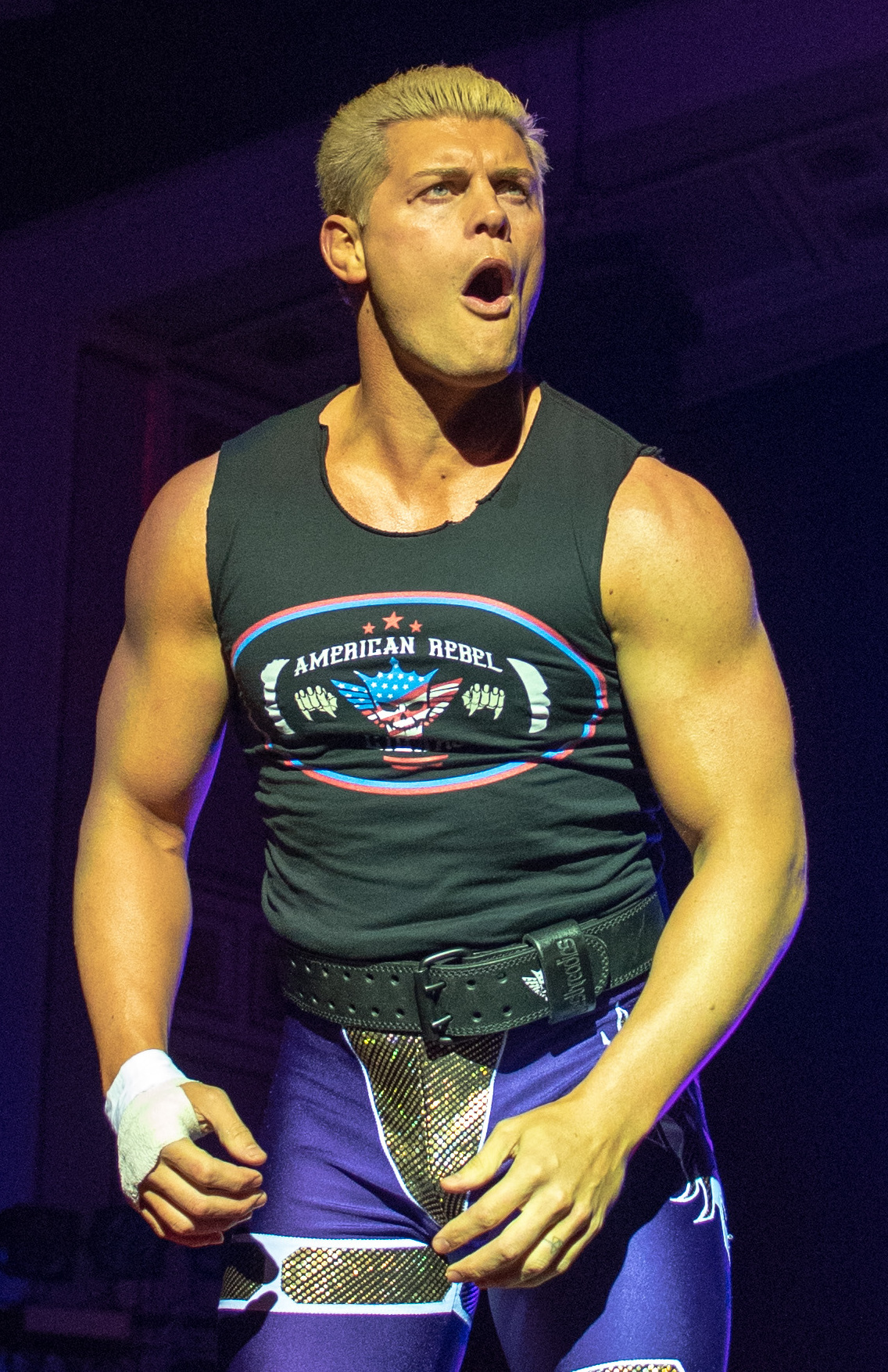
Po sześciu latach, były wrestler i wiceprezes wykonawczy All Elite Wrestling Cody Rhodes powrócił do WWE na tej gali, jako wybrany przeciwnik Setha „Freakin” Rollinsa przez Mr. McMahona.

Następnie, Seth „Freakin” Rollins wyszedł na swoją walkę z przeciwnikiem, który został wstępnie wybrany przez Mr. McMahona. Po tym, jak Rollins czekał niecierpliwie, były wrestler All Elite Wrestling Cody Rhodes powrócił do WWE jako przeciwnik Rollinsa; Rhodes ostatnio występował w WWE w 2016 roku pod gimmickiem Stardust. Rollins wykonał Pedigree na Rhodesie dla nearfallu. Rhodes wykonał Cross Rhodes na Rollinsie, ale nie udało mu się go przypiąć. Ostatecznie, Rhodes wykonał dwa Cross Rhodesy, Bionic Elbow jako hołd dla swojego ojca, Dusty’ego Rhodesa i trzeci Cross Rhodes na Rollinsie, aby wygrać walkę.
Po walce, uhonorowano WWE Hall of Fame Class z 2022 roku: The Undertaker, Queen Sharmell i The Steiner Brothers (Rick Steiner i Scott Steiner) zostali przedstawieni fanom, podczas gdy wprowadzenii pośmiertnie Vader i zdobywca Warrior Award Shad Gaspard byli reprezentowani przez członków rodziny.
W przedostatniej walce, Charlotte Flair broniła mistrzostwo kobiet SmackDown przeciwko Rondzie Rousey. Podczas walki, Rousey założyła dźwignie Armbar i Ankle Lock na Flair, jednak Flair uciekła. Rousey wykonała Piper’s Pit na Flair, jednak Flair położyła stopę na dolnej linie, aby unieważnić próbę przypięcia. Gdy Flair próbowała założyć dźwignię Figure-Eight leglock, Rousey skontrowała kopiąc Flair w kierunku sędziego, nieumyślnie obezwładniając sędziego. Podczas gdy sędzia był ubezwładniony, Rousey założyła dźwignie Armbar na Flair, która poddała się, jednak sędzia nadal był ubezwładniony. W końcówce, gdy Rousey próbowała ożywić sędziego, Flair wykonała Big Boot na Rousey, aby zachować tytuł, kończąc niepokonaną passę Rousey w Singles matchach.

#### Walka wieczoru

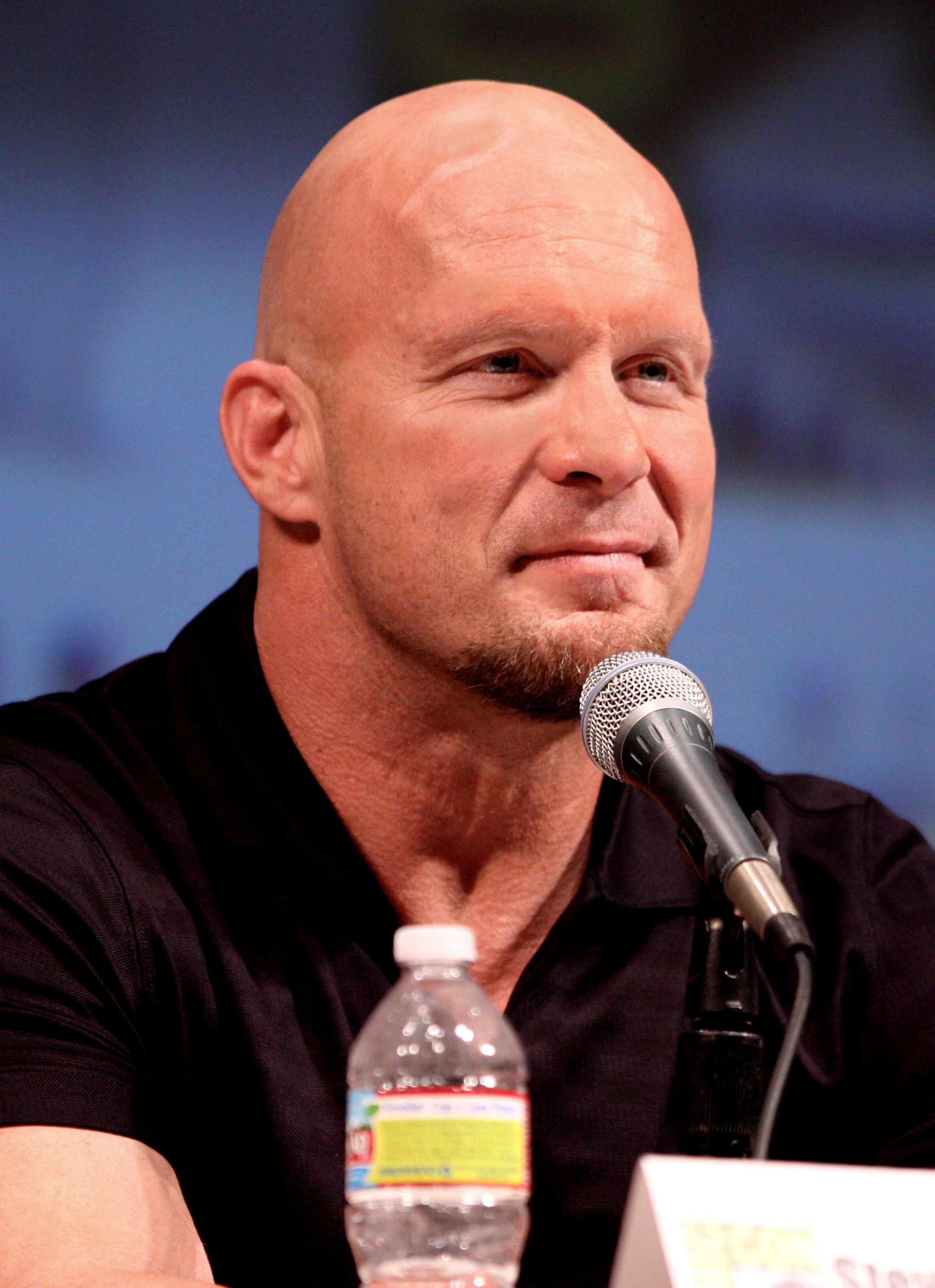
W walce wieczoru nocy pierwszej, Stone Cold Steve Austin pokonał Kevina Owensa w No Holds Barred matchu. Była to jego pierwsza walka wrestlingowa od WrestleManii XIX w 2003 roku.

W walce wieczoru, Kevin Owens wyszedł, aby poprowadzić specjalną edycję "KO Show" z gościem specjalnym Stone Cold Steve’em Austinem. To był pierwszy występ Austina na WrestleManii od czasu WrestleManii 32 w 2016 roku, przypadkowo również w tym samym miejscu. Podczas segmentu, Owens twierdził, że okłamał Austina, że ma go jako gościa i faktycznie chciał wyzwać Austina na No Holds Barred match. Austin się zgodził, tym samym zaznaczając swoją pierwszą walkę od WrestleManii XIX w 2003 roku. Podczas walki, Austin i Owens walczyli na trybunach, a Austin ciągle drwił z Owensa, wylewając na niego piwo z puszek. Owens wykonał Stunner na Austinie, ale nie udało mu się go przypiąć. W końcu, po tym, jak Owens przypadkowo uderzył się w głowę krzesłem (z powodu odbijenia się krzesła od lin ringowych, gdy Austin się schylił), Austin wykonał Stunner na Owensie, aby wygrać walkę. Po walce, Austin wykonał drugi Stunner na Owensie, który został eskortowany przez policję stanową Teksasu. Austin świętował następnie z komentatorem Byronem Saxtonem, po czym wykonał Stunner na Saxtonie. Austin następnie świętował ze swoim bratem zakończenie WrestleManii w sobotę.

### Noc 2: WrestleMania Sunday
| Rola:                           | Osoba:                                                                                    |
| ------------------------------- | ----------------------------------------------------------------------------------------- |
| Komentatorzy angielskojęzyczni  | Michael Cole (SmackDown/Walka wieczoru)                                                   |
| Komentatorzy angielskojęzyczni  | Pat McAfee (SmackDown)                                                                    |
| Komentatorzy angielskojęzyczni  | Jimmy Smith (Raw)                                                                         |
| Komentatorzy angielskojęzyczni  | Corey Graves (Raw/Walka wieczoru)                                                         |
| Komentatorzy angielskojęzyczni  | Byron Saxton (Raw/The New Day vs. Sheamus i Holland/McAfee vs. Theory/McAfee vs. McMahon) |
| Komentatorzy hiszpańskojęzyczni | Marcelo Rodriguez                                                                         |
| Komentatorzy hiszpańskojęzyczni | Jerry Soto                                                                                |
| Spikerzy                        | Mike Rome (Raw/Walka wieczoru)                                                            |
| Spikerzy                        | Samantha Irvin (SmackDown)                                                                |
| Sędziowie                       | Danilo Anfibio                                                                            |
| Sędziowie                       | Jason Ayers                                                                               |
| Sędziowie                       | Shawn Bennett                                                                             |
| Sędziowie                       | Jessika Carr                                                                              |
| Sędziowie                       | Dan Engler                                                                                |
| Sędziowie                       | Chad Patton                                                                               |
| Sędziowie                       | Ryan Tran                                                                                 |
| Sędziowie                       | Rod Zapata                                                                                |
| Ankieterzy                      | Maria Menounos                                                                            |
| Ankieterzy                      | Jackie Redmond                                                                            |
| Panel Pre-show                  | Kayla Braxton                                                                             |
| Panel Pre-show                  | Kevin Patrick                                                                             |
| Panel Pre-show                  | Peter Rosenberg                                                                           |
| Panel Pre-show                  | Booker T                                                                                  |
| Panel Pre-show                  | Jerry Lawler                                                                              |
| Panel Pre-show                  | John „Bradshaw” Layfield                                                                  |

#### Główne show
Pay-per-view rozpoczęło się, gdy pojawił się wykonawczy WWE Triple H. Triple H, który tydzień wcześniej ogłosił zakończenie kariery wrestlingowej z powodu incydentu sercowego, powitał fanów na drugiej nocy WrestleManii i symbolicznie zostawił swoje buty wrestlerskie na środku ringu.
W pierwszyej walce, RK-Bro (Randy Orton i Riddle) bronili mistrzostwo Tag Team Raw przeciwko Alpha Academy (Chad Gable i Otis) oraz The Street Profits (Montez Ford i Angelo Dawkins) w Triple Threat Tag Team matchu. W końcówcze, po wyrównanej walce pomiędzy trzema zespołami, Orton wykonał RKO na Gable’u, który był w powietrzu, aby zachować tytuł. Po walce, RK-Bro i The Street Profits wypili drinka razem z niedawnym nowym wrestlerem WWE, Gablem Stevesonem. Chad Gable obraził się na Stevesona i wytrącił mu drinka z ręki. To skłoniło Stevesona do wykonania Belly-to-belly na Gable’u, po czym Steveson świętował z RK-Bro i Street Profits wznosząc toast.
Następnie, Bobby Lashley zmierzył się z Omosem. Omos zdominował Lashleya prawie przez całą walkę. W końcowych momentach, Lashley wykonał Vertical suplex i dwa Speary na Omosie, aby wygrać walkę, kończąc niepokonaną passę Omosa.
W trzeciej walce, Sami Zayn zmierzył się z Johnnym Knoxvillem w Anything Goes matchu. Na początku walki, Zayn wykonał Helluva kick na Knoxville’u. Poza ringiem, Knoxville zdobył gaśnicę i spryskał nią Zayna. Zayn wykonał Exploder suplex na Knoxville’u przez stół umieszczony w jednym rogu ringu. Później w walce, Zayn został zaatakowany przez kilka gwiazd Jackass z którego jest Knoxville, w tym Wee-Mana, który wykonał Bodyslam na Zaynie. Knoxville powalił na stół Zayna, który został umieszczony w jednym rogu ringu. W końcówce, Knoxville i jego sojusznicy zdobyli dużą pułapkę na myszy spod ringu i uwięzili Zayna w pułapce na myszy. Knoxville przypiął Zayna, aby wygrać walkę.
Następnie, Queen Zelina i Carmella broniły mistrzostwo kobiet Tag Team WWE przeciwko Sashy Banks i Naomi, Natalyi i Shayny Baszler oraz Rheą Ripley i Liv Morgan w Fatal 4-Way Tag Team matchu. Ostatecznie Banks i Naomi wykonały kombinację Wheel Barrow/Double knee na Carmelli, aby zdobyć tytuł. To również oznaczało pierwsze zwycięstwo Banks na WrestleManii od czasu debiutu na WrestleManii na WrestleManii 32 w 2016 roku w tym samym, kończąc jej serię 6 porażek.
Piąta walka odbyła się pomiędzy Edgem i AJ Stylesem. Styles zrzucił Edge’a z fartucha na stalowe schody. Gdy Styles próbował wykonać Springboard 450° splash na Edge’u, Edge uniósł kolana. Styled wykonał Suplex na Edge’u w narożnik. Styles wykonał Rack Bomb na Edge’u, ale nie udało mu się go przypiąć. Edge wykonał DDT na Stylesie, ale także nie udało mu się go przypiąć. Edge wykonał Powerbomb na Stylesie. Styles wykonał Superplex z górnej liny, wykonując również Springboard 450° splas i Styles Clash na Edge’u dla nearfallu. W końcówce, gdy Styles spróbował kolejnego Phenomenal Forearm na Edge’u, Damian Priest pojawił się na chwilę, rozpraszając Stylesa, pozwalając Edge’owi na wykonanie Speara na Stylesie, aby wygrać walkę. Po walce, Edge i Priest świętowali zwycięstwo, co doprowadziło do powstania Judgement Day.
W szóstej walce, Sheamus i Ridge Holland (w towarzystwie Butcha) zmierzyli się z The New Day (reprezentowanym przez Kofiego Kingstona i Xaviera Woodsa). Poza ringiem, Sheamus wykonał Brogue Kick na Kingstonie. Sheamus następnie wykonał kolejny Brogue Kick na Woodsie wewnątrz ringu. W końcówce, Holland wykonał Northern Grit na Woodsie, aby wygrać walkę.
Po tym, The Undertaker, jeden z wielu wprowadzonych do WWE Hall of Fame w 2022 roku, wyszedł na jeszcze jeden występ, aby podziękować publiczności przed odejściem za kulisy.
Następnie Mr. McMahon wyszedł, aby obejrzeć walkę Austina Theory’ego z Patem McAfeem. Podczas walki, McAfee wykonał Hurricanranę na Theorym, ale nie udało mu się go przypiąć. Theory i McAfee wykonali dla siebie Suplexy. Poza ringiem, McAfee wylał drinka na Theory’ego. McAfee wykonał Superplex z górnej liny na Theory’ego. W końcówce, McAfee skontrował ATL Theory’ego wykonując roll-up, aby wygrać walkę.

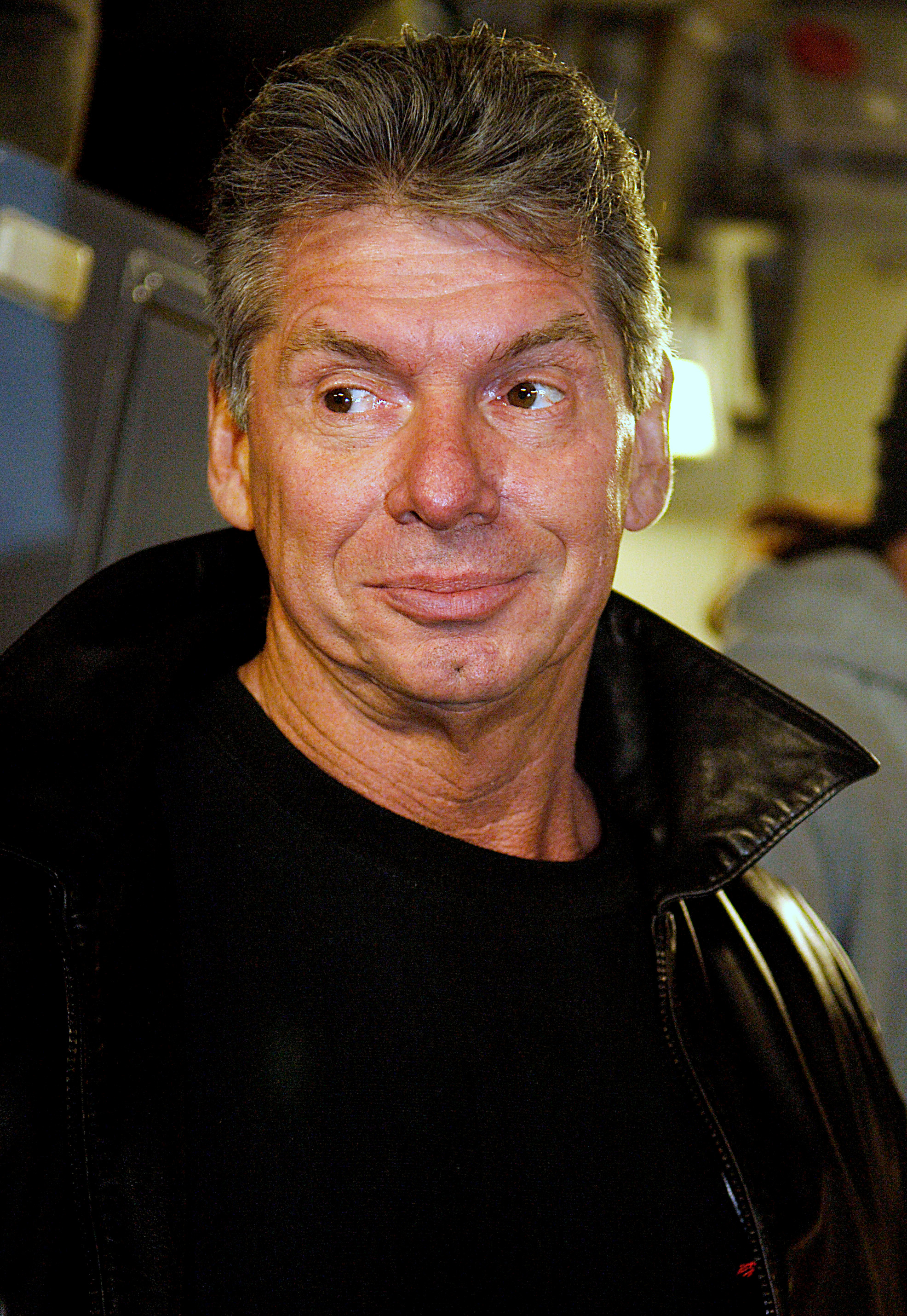
W wieku 76 lat, Vince McMahon stał się najstarszą osobą, która walczyła i wygrała walkę na WrestleManii.

Po walce, McAfee zawołał Mr. McMahona, po czym ten drugi zdjął garnitur i udał się na ring na zaimprowizowany pojedynek, co oznaczało pierwszą walkę McMahona od października 2012 roku i pierwszą walkę na WrestleManii od 2010 roku. Przed rozpoczęciem walki, Theory zaatakował McAfeego. McMahon kopnął piłkę do futbolu amerykańskiego Dallas Cowboys w twarz McAfeego, zanim przypiął go, aby wygrać walkę. W wieku 76 lat McMahon był najstarszą osobą, która walczyła i wygrała walkę na WrestleManii. Po zaimprowizowanej walce, Stone Cold Steve Austin niespodziewanie pojawił się i wykonał Stunner na Theorym. Po podzieleniu się piwem z McMahonem, Austin wykonał Stunner na McMahonie. Austin następnie zasygnalizował McAfeego i świętował z nim, po czym Austin wykonał Stunner na McAfeego.

#### Walka wieczoru

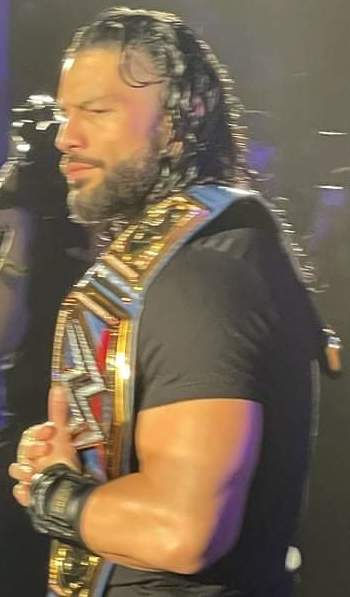
W walce wieczoru drugiej nocy, Universal Champion ze SmackDown Roman Reigns pokonał WWE Championa z Raw Brocka Lesnara w Winner Takes All matchu stając się rozpoznawany jako Undisputed WWE Universal Champion.

W walce wieczoru, mistrz Universal ze SmackDown, Roman Reigns (w towarzystwie Paula Heymana) zmierzył się z mistrzem WWE z Raw Brocka Lesnara w Winner Takes All matchu. Lesnar wykonał trzy Belly-to-belly suplexy i Clothesline na Reignsie. Poza ringiem, Heyman odwrócił uwagę Lesnara, pozwalając Reignsowi na wykonanie Speara na Lesnarze przez barykadę timekeepera. Wracając na ring, Reigns wykonał drugiego Speera na Lesnarze, co zakończyło się nearfallem. Gdy Reigns próbował uderzyć Lesnara Superman Puchem, Lesnar odpowiedział, wykonując pięć German Suplexów na Reignsie w krótkim odstępie czasu. Reigns wykonał trzeci Superman Punch na Lesnarze. Lesnar następnie wykonał F-5 na Reignsie w celu nearfallu. Gdy Lesnar próbował wykonać drugiego F-5, Reigns skontrował, wysyłając Lesnara w sędziego, obezwładniając go. Reigns wykorzystał okazję, by zaatakować Lesnara low blowem, a następnie zaatakować Lesnara tytułem, ale nie udało mu się go przypiąć. Reigns wykonał Speara na Lesnarze, a gdy Reigns spróbował kolejnego speara, Lesnar skontrował i założył dźwifnię Kimura na Reignsie, Paul Heyman pomógł Reignsowi unieważnić poddanie. W końcowych momentach, gdy Lesnar próbował wykonać F-5, Reigns skontrował aby po raz czwarty wykonać Speara, aby wygrać walkę i zdobyć oba tytuły, aby zostać rozpoznawanym jako Undisputed WWE Universal Champion. Chociaż WWE zadeklarowało walkę jako walkę unifikacyjną mistrzostw, oba tytuły pozostają niezależnie aktywne, a Reigns uznawany jest za podwójnego mistrza.

## Wyniki walk
| Nr                                 | Wyniki                                                                                       | Stypulacje                                           | Czas  |
| ---------------------------------- | -------------------------------------------------------------------------------------------- | ---------------------------------------------------- | ----- |
| 1                                  | The Usos (Jey Uso i Jimmy Uso) (c) pokonali Shinsuke Nakamurę i Ricka Boogsa poprzez pinfall | Tag Team match o WWE SmackDown Tag Team Championship | 6:55  |
| 2                                  | Drew McIntyre pokonał Happy’ego Corbina (z Madcap Mossem) poprzez pinfall                    | Singles match                                        | 8:35  |
| 3                                  | The Miz i Logan Paul pokonali Reya Mysterio i Dominika Mysterio poprzez pinfall              | Tag Team match                                       | 11:15 |
| 4                                  | Bianca Belair pokonała Becky Lynch (c) poprzez pinfall                                       | Singles match o WWE Raw Women’s Championship         | 19:10 |
| 5                                  | Cody Rhodes pokonał Setha „Freakin” Rollinsa poprzez pinfall                                 | Singles match                                        | 21:40 |
| 6                                  | Charlotte Flair (c) pokonała Rondę Rousey poprzez pinfall                                    | Singles match o WWE SmackDown Women’s Championship   | 18:30 |
| 7                                  | Stone Cold Steve Austin pokonał Kevina Owensa poprzez pinfall                                | No Holds Barred match                                | 13:55 |
| (c) – mistrz/mistrzyni przed walką |                                                                                              |                                                      |       |

| Nr                                 | Wyniki | Stypulacje                                                             | Czas  |
| ---------------------------------- | --- | ---------------------------------------------------------------------- | ----- |
| 1                                  | RK-Bro (Randy Orton i Riddle) (c) pokonali The Street Profits (Angelo Dawkinsa i Monteza Forda) oraz Alpha Academy (Chada Gable’a i Otisa) poprzez pinfall | Triple Threat Tag Team match o WWE Raw Tag Team Championship           | 11:30 |
| 2                                  | Bobby Lashley pokonał Omosa poprzez pinfall | Singles match                                                          | 6:35  |
| 3                                  | Johnny Knoxville pokonał Samiego Zayna poprzez pinfall | Anything Goes match                                                    | 14:35 |
| 4                                  | Sasha Banks i Naomi pokonały Carmellę i Queen Zelinę (c), Liv Morgan i Rheę Ripley oraz Natalyę i Shaynę Baszler poprzez pinfall                           | Fatal 4-Way Tag Team match o WWE Women’s Tag Team Championship         | 10:50 |
| 5                                  | Edge pokonał AJ Stylesa poprzez pinfall | Singles match                                                          | 24:05 |
| 6                                  | Sheamus i Ridge Holland (z Butchem) pokonali The New Day (Kofiego Kingstona i Xaviera Woodsa) poprzez pinfall                                              | Tag Team match                                                         | 1:40  |
| 7                                  | Pat McAfee pokonał Austina Theory’ego (z Mr. McMahonem) poprzez pinfall                                                                                    | Singles match                                                          | 9:40  |
| 8                                  | Mr. McMahon (z Austinem Theorym) pokonał Pata McAfeego poprzez pinfall                                                                                     | Singles match                                                          | 3:45  |
| 9                                  | Roman Reigns (Universal Champion) (z Paulem Heymanem) pokonał Brocka Lesnara (WWE Champion) poprzez pinfall                                                | Winner Takes All match o WWE Championship i WWE Universal Championship | 12:15 |
| (c) – mistrz/mistrzyni przed walką | |                                                                        |       |

## Wydarzenia po gali
Po dobrze przyjętym występie na gali, Logan Paul podpisał kontrakt z WWE 30 czerwca tego samego roku. Szukając zemsty, zmierzył się z The Mizem i pokonał go w walce na SummerSlam.
Ponadto Sasha Banks i Naomi z powodzeniem broniły mistrzostwo kobiet Tag Team WWE przeciwko swoim przeciwniczkom z WrestleManii w regularnych tag team matchach w ciągu następnych kilku tygodni. Ich obrona tytułu 13 maja na odcinku SmackDown był ich ostatnim występem w telewizji WWE i ich walka na gali WWE Live z 15 maja okazało się ostatnią walką w WWE Banks, ponieważ 16 maja na odcinku Raw Banks i Naomi miały wziąć udział w Six-Pack Challenge’u, aby wyłonić pretendentkę numer jeden do mistrzostwa kobiet Raw na Hell in a Cell, ale z powodu frustracji kreatywnych opuściły arenę. Następnie zostały zawieszone i pozbawione tytułów. To sprawiło, że WrestleMania 38 była ostatnim wydarzeniem WWE PPV i transmisją na żywo, w którym wzięły udział Banks i Naomi. Chociaż nie było żadnych aktualizacji dotyczących statusu Naomi w firmie, w grudniu 2022 roku poinformowano, że negocjacje kontraktowe z Banks upadły latem i skończyła z WWE. Następnie Banks zadebiutowała zarówno w New Japan Pro-Wrestling (NJPW), jak i World Wonder Ring Stardom na Wrestle Kingdom 17 w styczniu 2023 roku, zmieniając ringname na Mercedes Moné.
22 lipca Vince McMahon ogłosił odejście z firmy. Oprócz tworzenia WrestleManii, McMahon był prezesem rady dyrektorów i dyrektorem generalnym firmy od 1982 roku. Stephanie McMahon i Nick Khan objęli stanowiska współ dyrektorów generalnych, a ta pierwsza objęła również funkcję prezesa rady dyrektorów WWE. Mąż Stephanie, zięć Vince’a, Paul "Triple H" Levesque, został szefem WWE creative. Jednak 10 stycznia 2023 roku Stephanie zrezygnowała ze stanowiska współ dyrektora generalnego i prezesa rady dyrektorów, a Khan został jedynym dyrektorem generalnym. Ponadto Vince powrócił jako prezes wykonawczy rady dyrektorów. Chociaż Vince powrócił w roli wykonawczej, Triple H zachował pełną kontrolę nad bookingiem storylineów WWE.

### Raw
Cody Rhodes otworzył odcinek Raw po WrestleManii, ujawniając, że powrócił do WWE, aby żyć dziedzictwem swojego zmarłego ojca, Dusty’ego Rhodesa i wygrać WWE Championship. Następnie zmierzył się w swojej pierwszej walce na Raw od maja 2016 roku z The Mizem w następnym tygodniu, gdzie wygrał. Po walce, Seth „Freakin” Rollins wyzwał go na rewanż na WrestleManii Backlash, który Rhodes zaakceptował.
Nowa kobieca mistrzyni Raw Bianca Belair, zmierzyła się z Zeliną Vega na Raw tydzień po WrestleManii, pokonując ją. Następnie pojawiła się WWE official Sonya Deville i ujawniła plany ujawnienia kolejnej pretendentki Belair. Początkowo Deville wahała się, twierdząc, że to trudne. Jednak zaskoczyła i zaatakowała Belair, ogłaszając się pretendentką do mistrzostwa Belair. Dwa tygodnie później, Bianca broniła tytuł kobiet Raw w swoim rodzinnym mieście. Podczas walki, Sonya dodała pewne stypulacje i namówiła Carmellę i Queen Zelinę na interwencję w jej imieniu, ale pomimo tego wszystkiego Bianca pokonała Sonyę, aby zachować mistrzostwo kobiet Raw.

### SmackDown
Na kolejnym SmackDown, niekwestionowany mistrz WWE Universal Roman Reigns twierdził, że nie ma już nic do udowodnienia. Jednak powiedział, że mistrzowie Tag Team SmackDown The Usos (Jey Uso i Jimmy Uso) muszą przejść na Raw i zjednoczyć mistrzostwo Tag Team Raw ze swoim tytułem Tag Team, aby The Bloodline mieli całe złoto. mistrzowie Tag Team Raw RK-Bro (Randy Orton i Riddle) przyjęli wyzwanie i walka została zaplanowana na WrestleManię Backlash. Jednak 29 kwietnia na odcinku SmackDown, podpisanie kontraktu na walkę zakończyło się, gdy Reigns asystował The Usos w ataku na RK-Bro i zerwaniu kontraktu. Wtedy pojawił się Drew McIntyre i połączył siły z RK-Bro, aby usunąć The Bloodline z ringu. Z powodu tego, co się wydarzyło, specjalny doradca Reignsa, Paul Heyman, spotkał się następnie z WWE official Adamem Pearcem za kulisami, gdzie Heyman zażądał, aby wynikowa walka unifikacyjna mistrzostw Tag Team została odwołana, a zamiast tego, zaplanować Six-man Tag Team match, w którym zmierzą się The Bloodline przeciwko RK-Bro i McIntyre’em.
Po nieudanej próbie pokonania mistrzyni kobiet SmackDown Charlotte Flair, Ronda Rousey pojawiła się na kolejnym SmackDown, aby wyzwać Flair na „I Quit” match o tytuł. Flair odmówiła, każąc Rousey wrócić do szatni. Jednak następnego dnia zaplanowano rewanż o mistrzostwo na WrestleManii Backlash.